# Avro 523 Pike
Avro 523 Pike  byl britský víceúčelový bojový letoun zkonstruovaný u společnosti Avro v období první světové války, jehož vývoj ale nepřekročil prototypové stádium. Byl zamýšlen především jako stíhací letoun pro Royal Naval Air Service, určený k boji s německými zeppeliny, a disponující současně schopností nasazení v roli dálkového průzkumného letounu a lehkého bombardéru.

## Vznik a vývoj
Avro Pike byl rozměrný dvouplošník konvenční koncepce s tříkomorovým systémem mezikřídelních vzpěr, poháněný dvěma motory Sunbeam Nubian v tlačném uspořádání. V trupu byly tři otevřené kokpity tandemového uspořádání, prostřední pro pilota nacházející se mezi dvěma pro střelce. Admiralita typ podrobila zkouškám, ale odmítla jej. Avro pak postavilo druhý prototyp, u kterého původní pohonné jednotky Sunbeam nahradily motory Green E.6, označený jako typ 523A.

## Operační historie
Admiralita tento letoun hodnotila v listopadu 1916, ale došla k závěru, že typ je již zastaralý, a sériovou výrobu neobjednala. Společnost Avro pak oba prototypy až do konce války používala k pokusům a letovým testům.

## Specifikace
Údaje podle Avro Aircraft since 1908

### Hlavní technické údaje
- Osádka: 3 (pilot a dva střelci)
- Délka: 11,91 m (39 stop a 1 palec)
- Rozpětí křídel:: 18,29 m (60 stop)
- Výška: 3,56 m (11 stop a 8 palců)
- Nosná plocha: 75,71 m² (815 čtverečních stop)
- Prázdná hmotnost: 1 814 kg (4 000 lb)
- Vzletová hmotnost: 2 751 kg (6 064 lb)
- Pohonná jednotka: 2 × řadový motor Sunbeam Nubian
- Výkon pohonné jednotky: 162 hp (121 kW)

### Výkony
- Maximální rychlost: 156 km/h (97 mph, 84,3 uzlu)
- Vytrvalost: 7 hodin letu
- Stoupavost: 2,67 m/s (526 stop za minutu)[p 2]

### Výzbroj
- 1 × pohyblivý kulomet Lewis ráže 7,7 mm v příďovém střelišti
- 1 × pohyblivý kulomet Lewis ráže 7,7 mm ve střelišti na hřbetě trupu
- 2 × 51kg (112 lb) puma v trupové pumovnici[2]